# Sophie Thalmann
Sophie Thalmann (Bar-le-Duc, 7 maggio 1976) è una modella francese, vincitrice del titolo di Miss Francia 1998.

## Biografia
Dopo aver vinto il titolo di Miss Lorena 1997, Sophie Thalmann diventa la cinquantunesima vincitrice del concorso di Miss Francia. Ha inoltre rappresentato la Francia a Miss Universo 1998.
Dopo la vittoria del titolo si è laureata presso l'Istituto Europeo del Cinema, ed ha intrapreso la carriera di attrice e personaggio televisivo. È comparsa nel 2004 in un episodio della serie televisiva Sous le soleil e nel 2008 nel film Fracassés. Ha inoltre collezionato numerose apparizioni televisive.
Il 22 luglio 2006 ha sposato il fantino belga Christophe Soumillon, al quale ha dato due figli: Charlie (2005) e Mika (2008).